# Tyrrell 002
O 002  é o modelo utilizado da Tyrrell nas temporadas de 1971 e 1972 até o GP da Itália de Fórmula 1. Foi conduzido apenas por François Cevert. 

## Resultados[1]
(legenda) (em itálico indica volta mais rápida)
| Ano  | Chassi | Motor                | Pilotos         | 1     | 2   | 3     | 4     | 5   | 6    | 7   | 8     | 9   | 10  | 11  | Pontos    | Posição |  |
| ---- | ------ | -------------------- | --------------- | ----- | --- | ----- | ----- | --- | ---- | --- | ----- | --- | --- | --- | --------- | ------- |  |
|      |        |                      |                 |       |     |       |       |     |      |     |       |     |     |     |           |         |  |
|      |        |                      |                 | RSA   | ESP | MON   | NED   | FRA | GBR  | GER | AUT   | ITA | CAN | USA |           |         |  |
| 1971 | 001    | Ford Cosworth DFV V8 | François Cevert | Ret G | 7 G | Ret G | Ret G | 2 G | 10 G | 2 G | Ret G | 3 G | 6 G | 1 G | 131 (73)* | 1°      |  |

| Número Do Carro Em Cada Corrida | Número Do Carro Em Cada Corrida | Número Do Carro Em Cada Corrida | Número Do Carro Em Cada Corrida | Número Do Carro Em Cada Corrida | Número Do Carro Em Cada Corrida | Número Do Carro Em Cada Corrida | Número Do Carro Em Cada Corrida | Número Do Carro Em Cada Corrida | Número Do Carro Em Cada Corrida | Número Do Carro Em Cada Corrida | Número Do Carro Em Cada Corrida | Número Do Carro Em Cada Corrida | Número Do Carro Em Cada Corrida |
| Ano                             | Chassi                          | Piloto                          | 1 RSA                           | 2 ESP                           | 3 MON                           | 4 NED                           | 5 FRA                           | 6 GBR                           | 7 GER                           | 8 AUT                           | 9 ITA                           | 10 CAN                          | 11 USA                          |
| ------------------------------- | ------------------------------- | ------------------------------- | ------------------------------- | ------------------------------- | ------------------------------- | ------------------------------- | ------------------------------- | ------------------------------- | ------------------------------- | ------------------------------- | ------------------------------- | ------------------------------- | ------------------------------- |
| 1971                            | 002                             | François Cevert                 | 10                              | 12                              | 12                              | 6                               | 12                              | 14                              | 3                               | 12                              | 2                               | 12                              | 9                               |

↑1  Stewart marcou 6 pontos no Tyrrell 001 e 54 pontos no Tyrrell 003.